# Sacile
Sacile (Sacîl en friulano, Sathìl en veneciano), es un municipio de la provincia de Pordenone (Italia).

## Evolución demográfica
| Gráfica de evolución demográfica de Sacile entre 1861 y 2001 |
|                                                              |
| Fuente ISTAT - elaboración gráfica de Wikipedia              |

## Ciudades hermanadas
- La Réole (Francia)
- Villarreal (España)

## Algunas imágenes

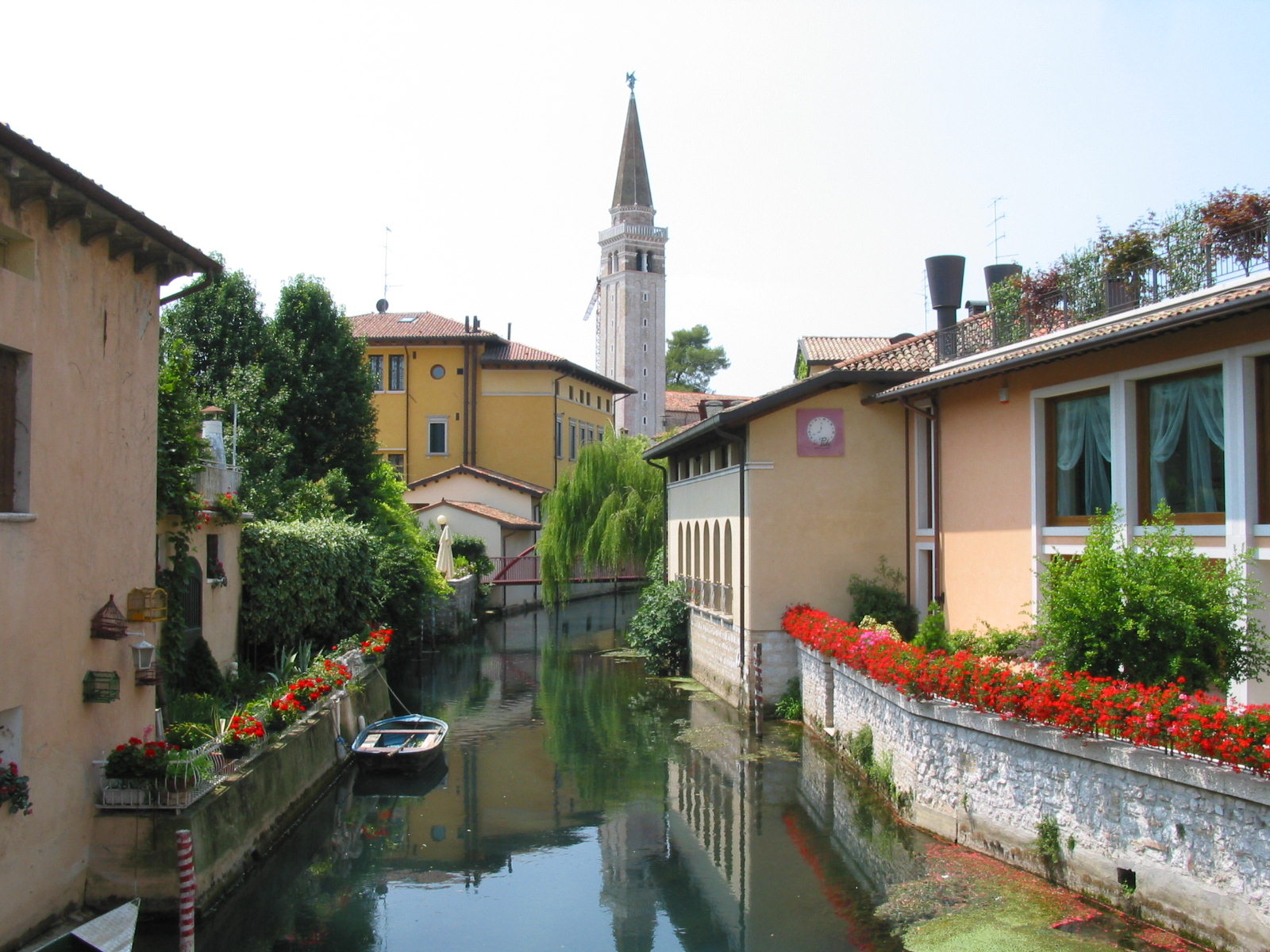
Vista de una calle.
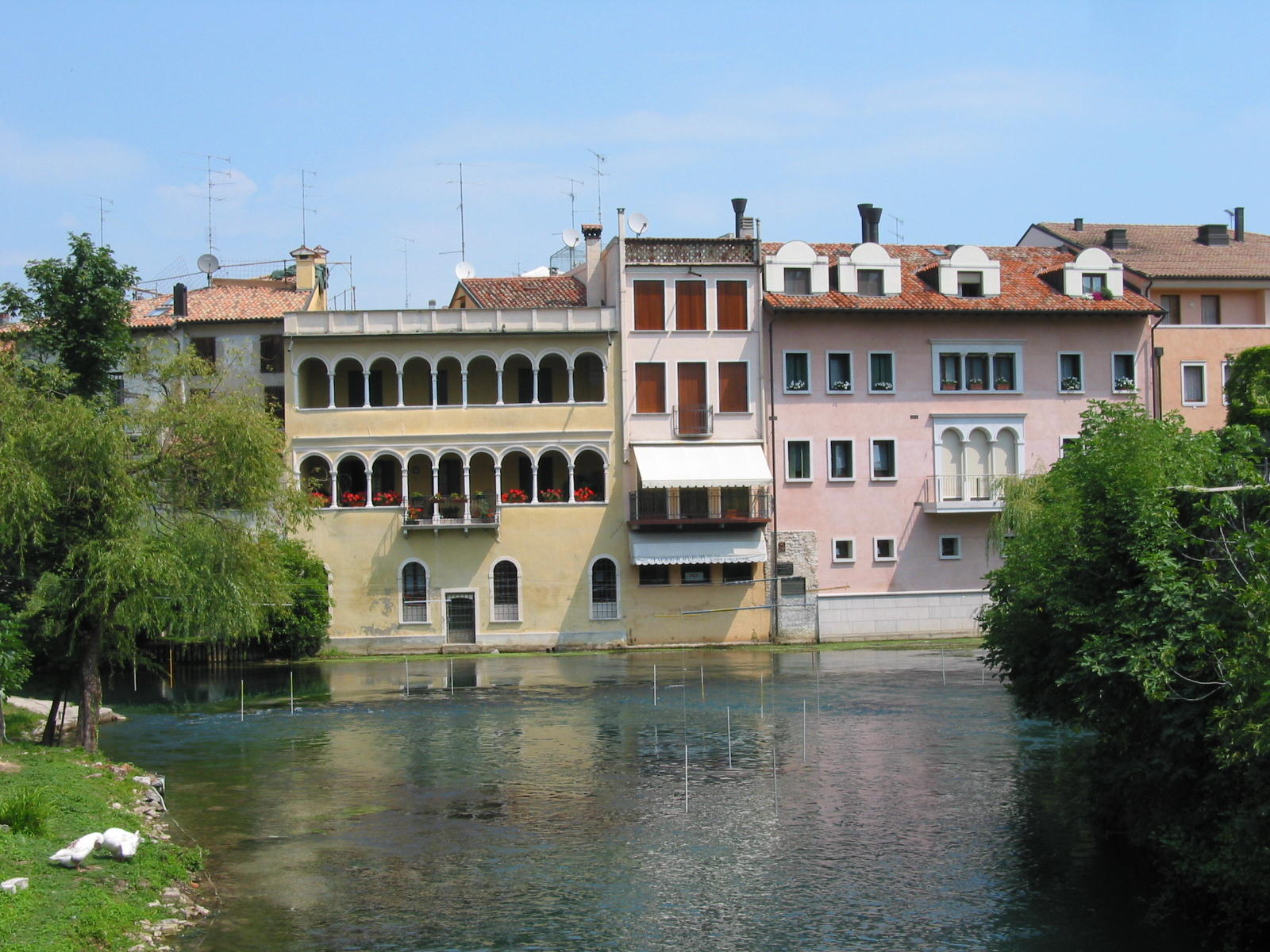
Vista del centro histórico.